# 喬瓦尼·多梅尼科·馬拉迪
喬瓦尼·多梅尼科·馬拉迪 （Giovanni Domenica，法語：Maraldi)（1709年4月17日– 1788年11月14日）是出生於義大利的天文學家；是天文學家賈科莫·馬拉迪的姪子。
馬拉迪出生於利古里亞大區的佩里納爾多，1727年去到巴黎，1731年成為法國科學院成員。1746年，他在那裡與雅克·卡西尼一起觀察徳查索彗星時，發現了兩個模糊的天體，後來證明是球狀星團梅西耶15和梅西耶2。1772年，馬拉迪退休回到義大利的佩里納爾多。在1935年，一個月球隕石坑被命為馬拉迪，讓他與叔叔一起在身後獲得殊榮。